# Gombak United
Gombak United Football Club ist ein professioneller Fußballverein aus der S.League, der Profiliga Singapurs. Die größten Erfolge waren bisher ein 4. Platz in der Saison 2007 sowie der Gewinn des Ligapokals 2008. Gombak United spielte von 1998 bis 2002 in der S.League, musste sich jedoch wegen finanzieller Schwierigkeiten aus der Liga zurückziehen. 2006 kehrte der Verein in die Liga zurück. In der Saison 2013 muss der Verein wegen finanzieller Probleme wieder pausieren. Seine Heimspiele trägt der Verein im Jurong West Stadion aus, nachdem er zuvor im Bukit Gombak Stadium und dem Queenstown Stadium zuhause war.

## Vereinserfolge

### National
- Ligapokal Gewinner 2008[1]

## Ehemalige bekannte Spieler
- Niweat Siriwong
- Surachai Jirasirichote
- Choketawee Promrut
- Veresa Toma

## Erläuterungen / Einzelnachweise
1. ↑  rsssf.org: Liste der Pokalsieger Singapurs